# Resolutie 1647 Veiligheidsraad Verenigde Naties
Resolutie 1647 van de Veiligheidsraad van de Verenigde Naties werd unaniem door de VN-Veiligheidsraad aangenomen op 20 december 2005 en verlengde de strafmaatregelen tegen Liberia met 6 (diamant en hout) tot 12 (wapens en reisbeperkingen)
maanden. Ook het panel van experts dat erop toezag werd met 6 maanden verlengd.

## Achtergrond
Na de hoogtijdagen onder het decennialange bestuur van William Tubman, die in 1971 overleed, greep Samuel Doe de macht. Diens dictatoriale regime ontwrichtte de economie en er ontstonden rebellengroepen tegen zijn bewind, waaronder die van de latere president Charles Taylor. In 1989 leidde de situatie tot een burgeroorlog waarin de president vermoord werd. De oorlog bleef nog doorgaan tot 1996. Bij de verkiezingen in 1997 werd Charles Taylor verkozen en in 1999 ontstond opnieuw een burgeroorlog toen hem vijandige rebellengroepen delen van het land overnamen. Pas in 2003 kwam er een staakt-het-vuren en werden VN-troepen gestuurd. Taylor ging in ballingschap en de regering van zijn opvolger werd al snel vervangen door een overgangsregering. In 2005 volgden opnieuw verkiezingen, waarna Ellen Johnson-Sirleaf de nieuwe president werd.

## Inhoud

### Waarnemingen
De Veiligheidsraad verwelkomde de vreedzaam verlopen verkiezingen in Liberia, wat een belangrijke stap
naar blijvende vrede en stabiliteit in het land was. De nieuwe president, Ellen Johnson-Sirleaf, had
toegezegd Liberia herop te bouwen voor alle Liberianen.
Intussen was onvoldoende vooruitgang geboekt om aan de voorwaarden te voldoen om de maatregelen die met de
resoluties 1521 en 1532
tegen Liberia waren genomen op te heffen.

### Handelingen
Op basis daarvan besloot de Veiligheidsraad het wapenembargo en de reisbeperkingen in resolutie 1521 met 12
maanden te verlengen en het embargo op diamant en hout met 6 maanden.
De Raad verwelkomde de vastberadenheid van president Ellen Johnson-Sirleaf om aan de voorwaarden te voldoen
en moedigde de nieuwe regering van het land aan om de bosontwikkelingsautoriteit te hervormen en buitenlands
advies te zoeken om de diamantrijkdommen te beheren.
Ook het panel van 5 experts dat toezag op de sancties tegen Liberia en de schendingen ervan onderzocht werd
opnieuw opgericht voor een periode tot 21 juni 2006.

## Verwante resoluties
- Resolutie 1626 Veiligheidsraad Verenigde Naties
- Resolutie 1638 Veiligheidsraad Verenigde Naties
- Resolutie 1667 Veiligheidsraad Verenigde Naties
- Resolutie 1683 Veiligheidsraad Verenigde Naties

Lijst ·  1581 ·  1582 ·  1583 ·  1584 ·  1585 ·  1586 ·  1587 ·  1588 ·  1589 ·  1590 ·  1591 ·  1592 ·  1593 ·  1594 ·  1595 ·  1596 ·  1597 ·  1598 ·  1599 ·  1600 ·  1601 ·  1602 ·  1603 ·  1604 ·  1605 ·  1606 ·  1607 ·  1608 ·  1609 ·  1610 ·  1611 ·  1612 ·  1613 ·  1614 ·  1615 ·  1616 ·  1617 ·  1618 ·  1619 ·  1620 ·  1621 ·  1622 ·  1623 ·  1624 ·  1625 ·  1626 ·  1627 ·  1628 ·  1629 ·  1630 ·  1631 ·  1632 ·  1633 ·  1634 ·  1635 ·  1636 ·  1637 ·  1638 ·  1639 ·  1640 ·  1641 ·  1642 ·  1643 ·  1644 ·  1645 ·  1646 ·  1647 ·  1648 ·  1649 ·  1650 ·  1651